# 贡山蛇葡萄
贡山蛇葡萄（学名：Ampelopsis gongshanensis）为葡萄科蛇葡萄属的植物，是中国的特有植物。分布于中国大陆的云南等地，生长于海拔1,250米的地区，常生长在林中，目前尚未由人工引种栽培。
其种加词“gongshanensis”意为“云南贡山的”。